# Fibra comisural
Las fibras comisurales o fibras transversales son axones que conectan los dos hemisferios del cerebro. A diferencia de las fibras comisurales, las fibras de asociación conectan regiones dentro del mismo hemisferio del cerebro y las fibras de proyección conectan cada región con otras partes del cerebro o con la médula espinal.

## Estructura
Las fibras comisurales forman tractos que incluyen el cuerpo calloso, la comisura anterior y la comisura posterior.

### Cuerpo calloso
El cuerpo calloso es el mayor tracto comisural del cerebro humano. Consta de unos 200-300 millones de axones que conectan los dos hemisferios cerebrales. El cuerpo calloso es esencial para la comunicación entre los dos hemisferios.
Un estudio reciente de individuos con agenesia del cuerpo calloso sugiere que el cuerpo calloso desempeña un papel vital en las estrategias de resolución de problemas, la velocidad de procesamiento verbal y el rendimiento ejecutivo. En concreto, se ha demostrado que la ausencia de un cuerpo calloso plenamente desarrollado guarda una relación significativa con el deterioro de la velocidad de procesamiento verbal y la resolución de problemas.
Otro estudio de individuos con esclerosis múltiple aporta pruebas de que las anomalías estructurales y microestructurales del cuerpo calloso están relacionadas con la disfunción cognitiva. En particular, se demostró que la memoria verbal y visual, la velocidad de procesamiento de la información y las tareas ejecutivas estaban deterioradas en comparación con los individuos sanos. Las discapacidades físicas de los pacientes con esclerosis múltiple también parecen estar relacionadas con las anomalías del cuerpo calloso, pero no en la misma medida que otras funciones cognitivas.
Mediante imágenes de resonancia magnética de difusión, los investigadores han podido producir una visualización de esta red de fibras, que muestra que el cuerpo calloso tiene una organización topográfica anteroposterior uniforme con la corteza cerebral.

### Comisura anterior
La comisura anterior (también conocida como precomisura) es un tracto que conecta los dos lóbulos temporales de los hemisferios cerebrales a través de la línea media y situado delante de las columnas del fórnix. La gran mayoría de las fibras que conectan los dos hemisferios viajan a través del cuerpo calloso, que es más de 10 veces mayor que la comisura anterior, y otras vías de comunicación pasan por la comisura del hipocampo o, indirectamente, a través de conexiones subcorticales. No obstante, la comisura anterior es una vía importante que puede distinguirse claramente en el cerebro de todos los mamíferos.
Mediante el uso de imágenes de resonancia magnética de difusión, los investigadores pudieron aproximarse a la ubicación de la comisura anterior en el punto en que cruza la línea media del cerebro. Este tracto tiene forma de bicicleta y se ramifica por varias zonas del cerebro. A través de los resultados de las imágenes de resonancia magnética de difusión, la comisura anterior se clasificó en dos sistemas de fibras: 1) las fibras olfativas y 2) las fibras no olfativas.

### Comisura posterior
La comisura posterior (también conocida como comisura epitalámica) es un tracto nervioso redondeado que cruza la línea media en la cara dorsal del extremo superior del acueducto cerebral. Es importante en el reflejo pupilar bilateral a la luz.
Las pruebas sugieren que la comisura posterior es un tracto que desempeña un papel en el procesamiento del lenguaje entre los hemisferios derecho e izquierdo del cerebro. Conecta los núcleos pretectales. Un estudio de caso descrito recientemente en The Irish Medical Journal analizaba el papel que desempeña la comisura posterior en la conexión entre el córtex occipital derecho y los centros del lenguaje del hemisferio izquierdo. Este estudio explica cómo la información visual del lado izquierdo del campo visual es recibida por el córtex visual derecho y transferida al sistema de formación de palabras del hemisferio izquierdo a través de la comisura posterior y el cuerpo calloso. La alteración de la comisura posterior puede causar alexia sin agrafia. De este estudio de caso de alexia sin agrafia se desprende que la comisura posterior desempeña un papel vital en la transferencia de información de la corteza occipital derecha a los centros del lenguaje del hemisferio izquierdo.

### Otro
La lira o comisura del hipocampo.

## Función
Envejecimiento
El declive relacionado con la edad de los tractos de fibras comisurales que componen el cuerpo calloso indica que éste interviene en la memoria y la función ejecutiva. En concreto, las fibras posteriores del cuerpo calloso están relacionadas con la memoria episódica. El deterioro del procesamiento perceptivo también está relacionado con la disminución de la integridad de las fibras occipitales del cuerpo calloso. La evidencia sugiere que el genu del cuerpo calloso no contribuye significativamente a ningún dominio cognitivo en los ancianos. A medida que la conectividad del tracto de fibras en el cuerpo calloso disminuye debido al envejecimiento, se encuentran mecanismos compensatorios en otras áreas del cuerpo calloso y del lóbulo frontal. Estos mecanismos compensatorios, que aumentan la conectividad en otras partes del cerebro, pueden explicar por qué las personas mayores siguen mostrando una función ejecutiva cuando se observa una disminución de la conectividad en regiones del cuerpo calloso.
Los adultos mayores, en comparación con los jóvenes, muestran un peor rendimiento en los ejercicios y pruebas de equilibrio. El deterioro de la integridad de la sustancia blanca del cuerpo calloso en las personas mayores puede explicar el deterioro de la capacidad de equilibrio. Los cambios en la integridad de la sustancia blanca del cuerpo calloso también pueden estar relacionados con el deterioro de las funciones cognitivas y motoras. La disminución de la integridad de la sustancia blanca afecta a la transmisión y el procesamiento adecuados de la información sensoriomotora. La degeneración de la sustancia blanca del cuerpo calloso también está relacionada con la marcha, el deterioro del equilibrio y la calidad del control postural.

## Otros animales
El cuerpo calloso permite la comunicación entre los dos hemisferios y sólo se encuentra en los mamíferos placentarios. La comisura anterior es la principal vía de comunicación interhemisférica en los marsupiales y transporta todas las fibras comisurales procedentes del neocórtex (también llamado neopalio), mientras que en los mamíferos placentarios la comisura anterior transporta sólo algunas de estas fibras.)